# Centre international de formation européenne
Le Centre international de formation européenne (CIFE) est une association française privée qui englobe plusieurs programmes d'études européennes, ainsi que des colloques, des séminaires et des publications. Il a été fondé en 1954 par Alexandre Marc, chef de file et théoricien du fédéralisme européen. 
Le CIFE est l'une des six institutions désignées bénéficiant d'un financement spécial de l'Union européenne dans le cadre du programme Jean Monnet. Son siège se situe à Nice et il dispose d'une antenne à Berlin et de représentations à Bruxelles, Istanbul et Tunis. 
L'ancien président du Conseil européen et Premier ministre de Belgique, Herman Van Rompuy, est président du CIFE depuis le 26 janvier 2018. Il succède ainsi à Philippe Maystadt, nommé en janvier 2015 et décédé en décembre 2017, et à Jean-Claude Juncker, président du CIFE de 2005 jusqu’à son élection à la présidence de la Commission européenne en 2014.

## Activités du CIFE
Les activités du CIFE comprennent l'étude, l'enseignement, la formation et la recherche sur les problèmes de l'unification européenne et mondiale, le fédéralisme, le régionalisme et les transformations des structures de la société contemporaine, selon une prospective fédéraliste. Le CIFE publie la revue L'Europe en formation. 

### Diplôme des hautes études européennes et internationales (DEHEI)
Ces programmes existent depuis plus de quarante ans et étaient auparavant organisés par l'Institut européen des hautes études internationales. Dorénavant, c'est le département du CIFE IE•EI Institut européen-European Institute qui organise ces programmes.  
Le DEHEI - Diplôme des hautes études européennes et internationales comporte trois sections d'études : Études trilingues, Construction européenne et études globales, et Études méditerranéennes.
Les programmes de niveau master délivrent tous un titre professionnel de Chargé de mission en organisations européennes et internationales, reconnu par l'État français.

### Executive Master in EU Studies – e-Learning
Le CIFE propose une académie européenne en ligne. Ce programme est spécialement conçu pour les jeunes professionnels tant du secteur public que du secteur privé souhaitant mettre à jour leurs connaissances des questions européennes et surtout approfondir les questions politiques, économiques et juridiques de l'UE. Grâce au Executive Master in EU Studies, programme de deux ans en ligne, les participants peuvent – tout en continuant leur activité professionnelle – participer activement à une formation et obtenir un diplôme complémentaire. Tous les cours sont en ligne sur une plateforme spécialement conçue pour ce programme permettant aux participants de travailler à tout moment de la journée et surtout de n'importe où. Cette plateforme permet aussi un échange de points de vue entre les participants et leurs professeurs. Lors des séminaires de travail intensifs (quatre par an, organisés pendant les week-ends à Berlin, Rome, Budapest, Bruxelles, Vienne, Barcelone et Nice), les participants d'une vingtaine de pays différents et les professeurs ont la possibilité de continuer leurs échanges et constituent ainsi un réseau dynamique et international.

### Cycles intensifs d'Études européennes en coopération avec la Chine, le Japon et les États-Unis
Le Centre international de formation européenne organise avec l'université de Ritsumeikan au Japon et l'université A&M du Texas aux États-Unis des cycles courts d'études européennes. Des étudiants japonais et américains désireux d'acquérir une formation sur les thèmes européens viennent en Europe et profitent de l'expertise et des contacts du CIFE durant des cycles courts alternant les cours et les voyages d'études dans plusieurs pays européens.

### Universités d'été en Europe
Le CIFE organise différentes sessions et modules académiques de courte durée pendant les mois d'été qui permettent à des chercheurs ou à des jeunes professionnels d'approfondir leurs connaissances dans les domaines de la construction européenne, des relations internationales et sur les sujets d'actualité.

## Institut européen

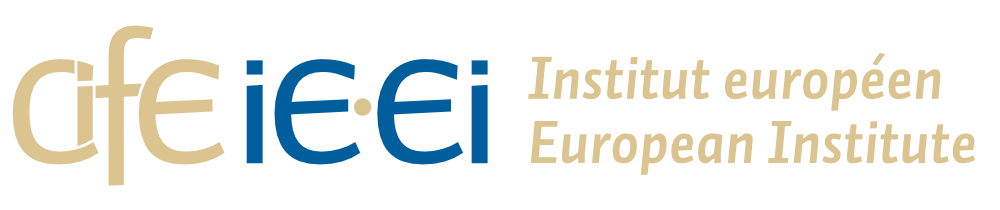

L'Institut européen (IE) est le département du CIFE qui organise ses programmes universitaires. L'IE est lié conventionnellement à de nombreuses universités à travers le monde, notamment en Allemagne, en Italie, en Turquie puis dans des pays de l'Europe centrale et orientale.
Volontairement européens et internationaux, les différents programmes sont organisés de façon itinérante (ils se déroulent dans plusieurs villes sur une année académique). 
La dispense des cours est assurée par un corps enseignant international composé à la fois de professeurs d'universités, mais aussi d'experts et de professionnels des secteurs concernés. La volonté affirmée est d’accueillir des étudiants et chercheurs de tous continents.

### Diplôme des hautes études européennes et internationales
L'Institut Européen propose le Diplôme des Hautes Etudes Européennes et Internationales (DEHEI), formation qui se décline en trois filières. Les diplômes s'organisent globalement autour de quatre modules de base orientés Relations internationales, Construction européenne, Démocratie et société et/ou Fédéralisme, et des professional workshops, en plus des modules de spécialisation selon les filières. Ils sont tous itinérants : dispensés dans différents lieux sur une année académique.

#### Filière Études trilingues en études européennes internationales (anglais, français et allemand)
Trimestres à Nice, Berlin et Canterbury. Ils sont enrichis de séminaires, ateliers et de visites dans les institutions européennes et internationales à Strasbourg, Bruxelles et Luxembourg. Cette filière pluridisciplinaire offre aux étudiants la possibilité d’approfondir certaines problématiques spécifiques et d'actualités dans un environnement multilingue.

#### Filière Construction européenne et études globales (anglais)
Trimestres à Berlin, Nice, Rome ou Istanbul. Selon la destination choisie, l’accent est mis sur les relations avec la Turquie et les relations EU-Caucase, Asie centrale et Moyen-Orient ou les Pays d'Europe centrale et orientale.

#### Filière Études méditerranéennes (anglais et français)
Trimestres à Nice, Tunis et Istanbul. Ce dernier programme dispense une formation académique en développant les enjeux et débats contemporains autour des relations euro-méditerranéennes.

### Autres Programmes
À la suite de nouveaux partenariats, d'autres programmes spécialisés de niveau master ont vu le jour.

#### Diplôme des Hautes Études sur la Transition et la Gouvernance énergétique globale
Trimestres à Nice et à Berlin. 

#### Double diplôme en Gouvernance économique globale et Affaires Publiques
Délivré conjointement avec la LUISS School of Government.

### Universités d’été
Le CIFE organise des Summer University programmes qui se déroulent en anglais et/ou français dans divers pays européens. Ils sont généralement de courte durée et organisés pendant les mois d'été. En collaboration avec le corps enseignant de l'IE-EI et les universités partenaires locales, les formations permettent à des chercheurs ou à des jeunes professionnels d'approfondir leurs connaissances dans les domaines de la construction européenne, des relations internationales et sur les sujets d'actualité.

## RevueL'Europe en formation
L'Europe en formation est une revue bilingue (français / anglais) traitant de l'intégration européenne, des relations internationales et du fédéralisme, avec une approche transdisciplinaire associant philosophie politique, droit, économie, sociologie et culture. Le journal a été lancé en 1960 et a mis en place un comité scientifique en 2008 afin de consolider son profil académique.